# 赛湖街道
赛湖街道，是中华人民共和国江西省九江市瑞昌市下辖的一个乡镇级行政单位。2021年11月19日，设立赛湖街道，将湓城街道八里铺、府东、金桥、桃树林、阳光、东方、祥民、龙门、赛湖路、三经路、燕山凹、苏家墩、新民等13个居民委员会和春风村民委员会划归其管辖。行政区划代码为360481003。

## 行政区划
赛湖街道下辖以下地区：
八里铺、府东、金桥、桃树林、阳光、东方、祥民、龙门、赛湖路、三经路、燕山凹、苏家墩、新民等13个社区和春风村。